# التقريب والإرشاد
التقريب والإرشاد كتاب لأبي بكر الباقلاني وهو من أجلّ كتب الأصول، وهو مختصر لكتابه الكبير. كتبه من حفظه، ثم أضاف إليه زيادات نافعة. كتاب مبسوط، وسّع فيه العبارة، وفكّ الإشارة، وبيّن الإجمال، ورفع الإشكال، ويُعتبر «الكبير» و«الأوسط» شرح له، وهو أكثر تداولاً من «الكبير» و«الأوسط»، وأصله اختصار لاختصار. عدّه غير واحد: أكمل وأشمل من كتاب «الجصاص». والكتاب اختصره الجويني وسماه «تلخيص التقريب»، وخالفه في كثير من المواضع. فهو يعتبر أول كتاب مستوعب لجميع مباحث أصول الفقه، ويمتاز عن كتاب القاضي عبد الجبار «العمد» بخلوه عن قواعد المعتزلة الأصولية، بل أن الباقلاني وجّه فيه همه إلى إبطال قواعد المعتزلة التي لها علاقة بأصول الفقه، كالقول بالتحسين والتقبيح العقليين، ووجوب الأصلح على الله، وخلق العباد وأفعالهم وغيرها. كما أن أهمية الكتاب تكمن، أيضاً، في كون كل من جاء بعد الباقلاني من المتكلمين كان عالة عليه، وكان عليه أن يزن كتابه بذكر أقوال الباقلاني.
قال الزركشي في البحر المحيط : «كتاب التقريب والإرشاد  للقاضي أبي بكر وهو أجل كتاب صنف في هذا العلم مطلقا.»
طبع في مؤسسة الرسالة بيروت الطبعة الثانية 1418 هـ، بتحقيق عبد الحميد بن علي أبو زنيد في 3 أجزاء